# 荒川巳次
荒川 巳次（あらかわ みのじ、安政4年10月6日（1857年11月22日） - 昭和24年（1949年）10月1日）は、日本の外交官。駐メキシコ公使、駐スペイン公使。

## 経歴
鹿児島県出身。父の荒川勇居は海軍主計大監。1880年（明治13年）、工部大学校鉱山学科を卒業。1886年（明治19年）、外務書記生となり、交際官試補、公使館書記官、天津副領事、同一等領事、仁川一等領事を務めた。日清戦争の際には大本営附となり、行政庁知事として金州城の行政にあたった。その後、天津一等領事、蘇州・杭州一等領事、ロンドン総領事を歴任。1906年（明治36年）に駐メキシコ公使に就任し、1909年（明治42年）には駐スペイン公使に転じ、駐ポルトガル公使を兼ねた。
墓所は青山霊園。

## 栄典
- 1905年（明治38年）8月30日 - 正五位[4]

## 家族
- 父・荒川勇居 - 元鹿児島藩士・海軍主計大監
- 妹・いさ - 貴族院議員・小松謙次郎の妻。謙次郞の姉に和田英、兄に横田秀雄
- 妻・ひで - 元鹿児島藩士・大阪控訴裁判所検事長・橋口兼三の三女
- 長女・きよ - 小西酒造創業家一族の小西壯二郞の妻